# Nandgaon
Nandgaon était un État princier des Indes, dirigé par des souverains qui portaient le titre de « mahant ». Cette principauté subsista jusqu'en 1948 puis fut intégrée dans l'État du Madhya-Pradesh, et aujourd'hui, dans l'État de Chhattisgarh.

## Liste des mahants de Nandgaon
- 1865-1883 Ghasi Das (en)
- 1883-1897 Balram Das
- 1897-1912 Rajendra Das
- 1912-1940 Sarveshvara Das (en)
- 1940-1948 Digvijay Das (en)